# Lovesick (série télévisée)
Lovesick (anciennement Scrotal Recall) est une série télévisée britannique en 22 épisodes d'environ 25 minutes créée par Tom Edge, diffusée du 2 octobre au 6 novembre 2014 sur Channel 4, et depuis le 16 avril 2015 sur Netflix.

## Synopsis
Dylan apprend qu'il est atteint de la chlamydiose, une maladie infectieuse qui se transmet sexuellement. Le jeune homme est alors contraint de revoir ses ex-petites amies afin d'éclaircir sa situation.

## Distribution

### Acteurs principaux
- Johnny Flynn (VF : Simon Koukissa) : Dylan Witter
- Antonia Thomas (VF : Charlotte Campana) : Evie
- Daniel Ings (VF : Juan Llorca) : Luke
- Joshua McGuire (en) (VF : Antoine Schoumsky) : Angus
- Hannah Britland (VF : Zina Khakhoulia) : Abigail (saison 2 et 3 , récurrente saison 1)

### Acteurs secondaires
- Aimee Parks (VF : Laëtitia Godès) : Helen
- Jessica Ellerby (VF : Pauline Moingeon Vallès) :  Jane
- Richard Thomson (VF : Glen Hervé) : Mal (saison 2, récurrent saison 1)
- Yasmine Akram : Jonesy (saison 2, récurrente saison 3)

- Version française
  - Société de doublage : Nice Fellow
  - Direction artistique : Magali Barney
  - Adaptation des dialogues : Matthias Delobel, Olivier Lips et Rodolph Freytt

Source VF : Doublage Série Database

## Développement

### Production
Le 21 janvier 2014, Channel 4 commande une saison de six épisodes.
Le 16 avril 2015, la série est disponible sur Netflix comme une série Originale Netflix à l'échelle mondiale.
Le 23 mars 2016, Netflix renouvelle la série pour une deuxième saison.
Le 27 juillet 2016, Netflix renomme la série Lovesick car l'ancien titre était peu accrocheur.
Le 16 novembre 2016, la deuxième saison est publiée sur Netflix.
Le 18 février 2017, Netflix renouvelle la série pour une troisième saison.
Le 1er janvier 2018, la troisième saison est publiée sur Netflix.

## Épisodes

### Première saison (2014)
Elle est composée de 6 épisodes diffusés du 2 octobre au 6 novembre 2014 sur Channel 4 et le 16 avril 2015 sur Netflix.
1. Abigail
2. Anna
3. Cressida
4. Jane
5. Bethany
6. Phoebe

### Deuxième saison (2016)
Elle est composée de huit épisodes, mise en ligne le 17 novembre 2016 sur Netflix.
1. Frankie
2. Agatha
3. Amy
4. Liv
5. Isabel
6. Emma
7. Jonesy ?
8. Abigail 2

### Troisième saison (2018)
Elle est composée de huit épisodes, mise en ligne le 1er janvier 2018 sur Netflix.
1. Andi & Olivia
2. Bonnie
3. Abigail 3
4. Evie
5. Martha
6. Reine des Coupes (Queen of Cups)
7. Tasha
8. Evie 2